# Blastothrix kermivora
Blastothrix kermivora är en stekelart som beskrevs av Ishii 1928. Blastothrix kermivora ingår i släktet Blastothrix och familjen sköldlussteklar. Inga underarter finns listade.